# David Preu
David Preu (Monaco di Baviera, 26 ottobre 2004) è un calciatore tedesco, attaccante dell'Union Berlino.

## Carriera
Ha iniziato a giocare a calcio nel settore giovanile del Viktoria Berlino per poi passare a quello dell'Union Berlino nel 2019. Il 23 giugno 2023 è stato ceduto in prestito all'Aalen dove ha trascorso una stagione in Regionalliga (la quarta divisione tedesca) segnando una rete in 30 presenze. Rientrato a Berlino, è stato confermato in rosa per la stagione 2024-2025 ed il 7 ottobre ha firmato il prolungamento del contratto; nel corso della stagione ha esordito nella prima divisione tedesca.

## Statistiche

### Presenze e reti nei club
Statistiche aggiornate al 4 maggio 2025
| Stagione        | Squadra         | Campionato      | Campionato | Campionato | Coppe nazionali | Coppe nazionali | Coppe nazionali | Coppe continentali | Coppe continentali | Coppe continentali | Altre coppe | Altre coppe | Altre coppe | Totale | Totale | Totale |
| Stagione        | Squadra         | Comp            | Pres       | Reti       | Comp            | Pres            | Reti            | Comp               | Pres               | Reti               | Comp        | Pres        | Reti        | Pres   | Reti   |        |
| --------------- | --------------- | --------------- | ---------- | ---------- | --------------- | --------------- | --------------- | ------------------ | ------------------ | ------------------ | ----------- | ----------- | ----------- | ------ | ------ | ------ |
| 2023-2024       | Aalen           | RL              | 30         | 1          | CG              | 0               | 0               | -                  | -                  | -                  | -           | -           | -           | 30     | 1      |        |
| 2024-2025       | Union Berlino   | BL              | 4          | 0          | CG              | 0               | 0               | -                  | -                  | -                  | -           | -           | -           | 4      | 0      |        |
| Totale carriera | Totale carriera | Totale carriera | 34         | 1          |                 | 0               | 0               |                    | -                  | -                  |             | -           | -           | 34     | 1      |        |

## Palmarès

### Club

#### Competizioni regionali
- WFV-Pokal: 1

2023-2024